# Пискунівка
Пискуні́вка — село Миколаївської міської громади Краматорського району Донецької області, Україна. Населення становить 174 осіб.
Неподалік від села розташований філіал Українського степового природного заповіднику Крейдова флора.

## Географія
Поруч села Пискунівка протікає річка Сіверський Донець. Навколо села крейдяні гори, місцями порізані ущелинами. На протилежному боці річки густий ліс з безліччю озер. Риби в річці мало внаслідок забруднення відходами промисловості (вище за течією). Біля села розташований ботанічний заказник «Крейдяне».

## Назва
Назву села місцеві жителі співвідносять з писком комарів, яких тут (завдяки близькості Дінця) влітку буває досить багато.

## Символіка
Глечик є центральним елементом герба. Пискунівка - це село, відоме своїми прекрасними керамічними виробами, виробленими знатними майстрами. Достаток та радість творчої праці давало мешканцям села гончарство. «Ми жили з глечика» - говорили пискунівці, згадуючи минуле. Не було у них орної землі, але у них були глина. Колекцію пискунівських гончарних виробів сьогодні можна побачити в Донецькому обласному краєзнавчому музеї. Зображений срібного кольору як колір тутешніх глин. У главі розташовані три срібні комарі, що відсилають нас до назви села (герб є напівпромовистим). Зелене поле щита та лазурова глава символічно зображують ліси та ріку Сіверський Донець відповідно.

## Історія

### Друга світова
В околицях Пискунівка проходили запеклі бої німецько-радянської війни. Досі навколо села можна знайти гільзи, снаряди, окопи, чим користуються так звані чорні копачі — розривають ці окопи в пошуках цінностей.

### Лаврентіївка (Корсунівка)
В 1968 році село Лаврентіївка (Корсунівка) було ліквідовано, знаходилося на південний схід від села, при цьому північна (велика) його частина відійшла до Пискунівки (так звана Нова Пискунівка), а південна — до Кривої Луки. Село було засноване ще в 1710 році, і утворювалося двома хуторами — Корсунівки і Лаврентіївки, звідси і дві назви. До 1968 року офіційно воно називалося Лаврентіївкою. В свою чергу, поділ на дві частини викликаний тим, що через село проходив кордон двох районів — Краснолиманського і Слов'янського. До основної частини села звідси йде дорога в кілька кілометрів, громадський транспорт не ходить.

### Пожежа 2007
Влітку 2007 року через спеку і малу кількість опадів в сусідньому заповіднику Крейдяна флора загорівся ліс. Площа пожежі склала 20 га трави та 5 га верхівок лісу. Для гасіння були залучені сили МНС (5 чоловік складу та 2 одиниці техніки). Крім гасіння пожежі, були виявлені міни, бойові снаряди. Під час пожежі кожні 15-30 хвилин були чутні вибухи. На місці працювали піротехніки і група аварійно-рятувального загону спеціального призначення ГУ МНС в Донецькій області, знешкоджуючи снаряди.

### Установи
Раніше в селі працювали пологовий будинок, школа, сільський клуб, медпункт. Зараз повноцінно функціонує тільки магазин.

## Населення
Близько половини населення не живе тут постійно — це і дачники, і ті які переїхали на заробітки в Миколаївка та інші сусідні міста.
Серед приїжджих переважають жителі сусідніх міст — Краматорська, Слов'янська, Горлівки.

## Економіка
Біля села розташована водокачка (працююча) і колишній колгосп. В основному роботу мешканці села знаходять в сусідніх більших населених пунктах.
Незважаючи на проблеми з екологією, рибна ловля досить поширена і сьогодні. В тому числі, цим займаються в промислових цілях («на продаж» дачникам і до закладів громадського харчування).

## Транспорт

### Автобус
Тричі на добу (щодня) за маршрутом Слов'янський автовокзал-Пискунівка ходить автобус ПАЗ-672-24.
На початку 2000-х маршрут до Пискунівки був скасований. Місцеві жителі звернулися з проханням про відновлення, і зараз він працює в приватному порядку, що призвело до зростання цін. Крім того, автобус старий і часто ламається. Доки його не полагодять — заміни не ходять.

### Дороги
До села з боку Стародубівки підходить асфальтована дорога. Велика частина доріг у самому селі ґрунтові. Майже в будь-який час року вони в поганому стані — крейдяні дороги часто розмиває.